# Maurice Vertongen
Maurice Vertongen (Ixelles, 7 mai 1886 - Monaco, 27 mars 1964) est un joueur de football devenu une figure éminente de l’industrie aéronautique belge.

## Biographie
Maurice Vertongen a été un grand joueur du Championnat de Belgique de football. Il a évolué comme attaquant à l'Athletic & Running Club de Bruxelles, au Racing Club de Bruxelles et l'Union Saint-Gilloise et a été sélectionné dans l'équipe nationale belge.
À l'issue du premier conflit mondial, Maurice Vertongen, démobilisé, se recycle comme agent de change. Il commandite la Société Stampe et Vertongen créée le 17 octobre 1923 qui construit le premier avion RSV (Renard, Stampe et Vertongen). Renard et lui créent, en 1938, le premier avion stratosphérique à cabine pressurisée, le trimoteur Renard R-35. Mais le grand succès de Stampe et Vertongen est le célèbre SV 4, biplan d'écolage et de voltige utilisé dans de nombreux pays depuis 1936 et, notamment, dans les armées de l'air belge et française jusque dans les années 1950 et qui vole encore après l'an 2000 grâce à des passionnés. L'entreprise réalisera encore une série d'autres avions dont des chasseurs utilisés par l'aviation belge lors des combats de 1940.
La dernière revalidation de son brevet de pilote (no 126) remonte au 12 janvier 1937. Il est décédé le 27 mars 1964 à Monaco.

## Palmarès
- International belge de 1907 à 1911 (6 sélections et 1 but marqué)
- Meilleur buteur du Championnat de Belgique en 1907 (29 buts), 1908 (23 buts) et 1910 (36 buts)